# Kwas chlebowy

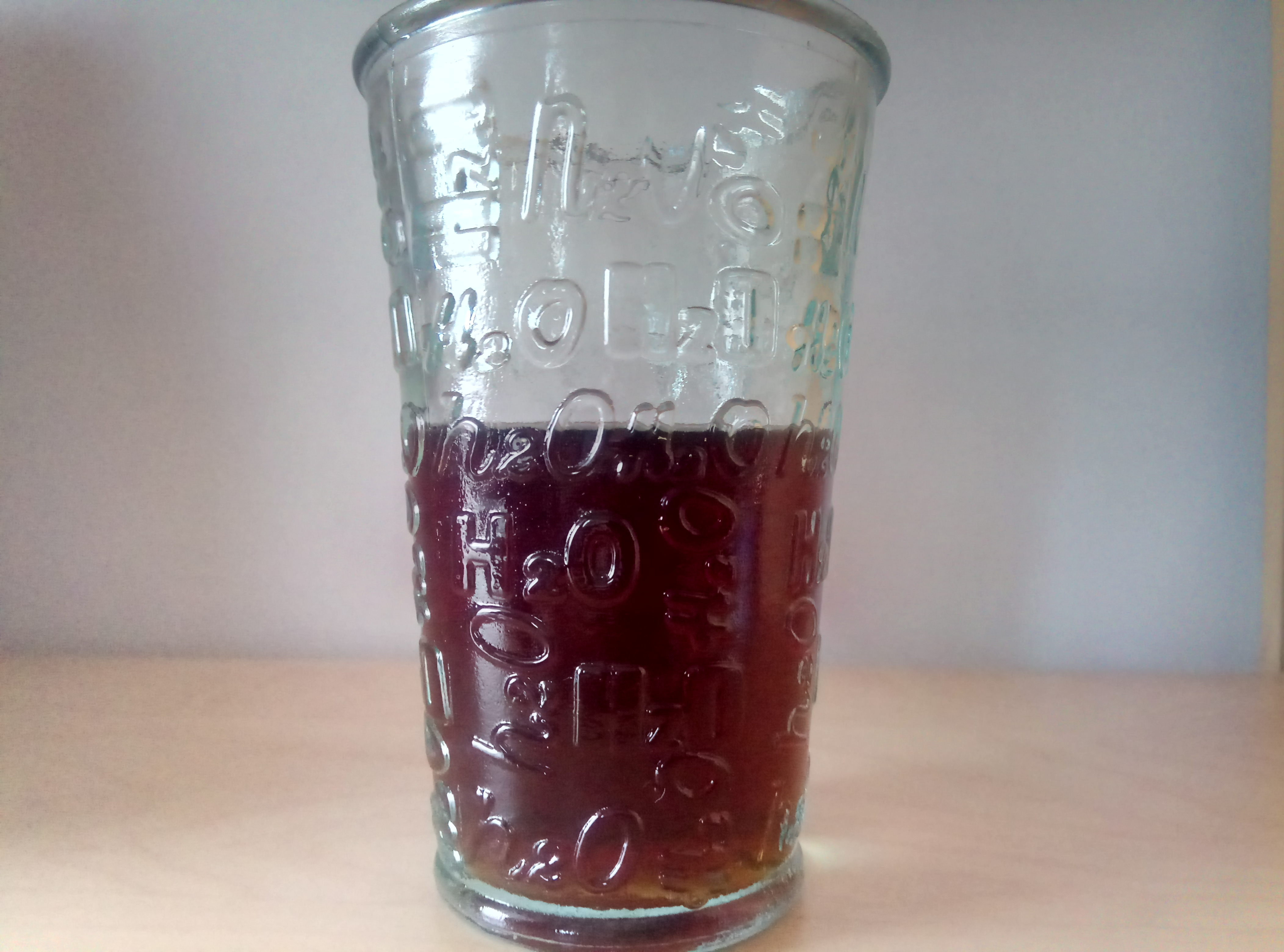
Szklanka kwasu chlebowego

Kwas chlebowy (pot. kwas) – napój klasyfikowany jako bezalkoholowy, mimo niewielkiej zawartości alkoholu, wytwarzany przez fermentację chleba. Znany od średniowiecza, rozpowszechniony w krajach wschodniej i północnej Europy – przede wszystkim w Rosji, na Ukrainie, Białorusi i w krajach bałtyckich. Napój przygotowuje się pospolicie w gospodarstwie domowym, a od końca XIX wieku także fabrycznie.

## Właściwości

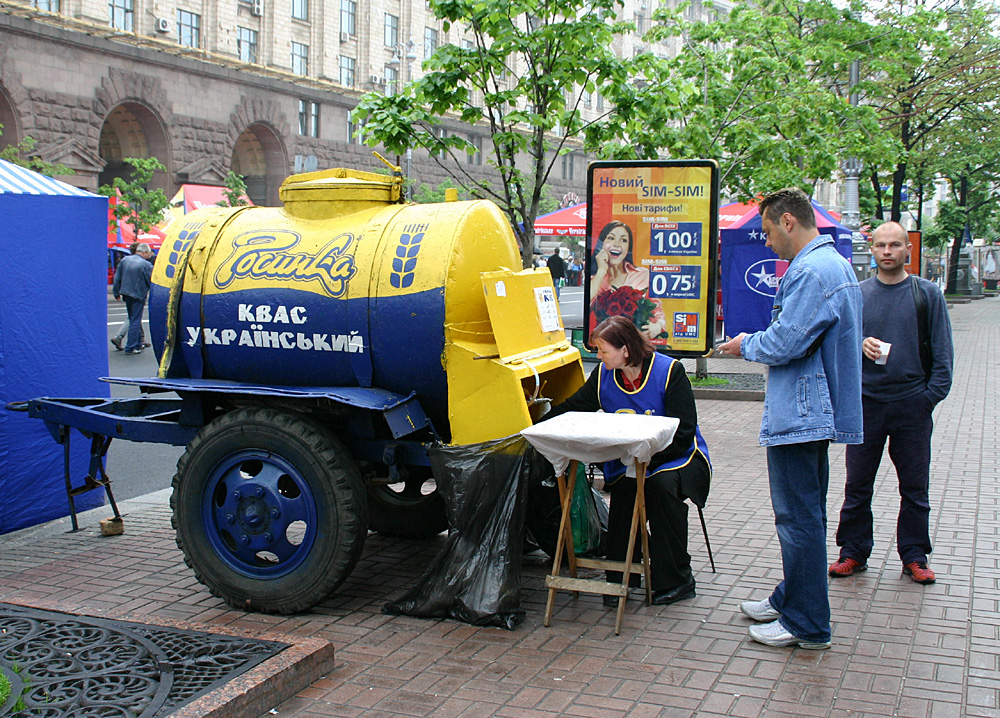
Kwas chlebowy sprzedawany na ulicach Kijowa

Gęstość kwasu wynosi 1,006−1,016 g/cm³, zawartość alkoholu 0,7−2,2% objętościowych, substancji wyciągowych 1−5,2%, kwasu mlekowego 0,18−0,48%; zawiera ponadto bardzo wiele drożdży, mało bakterii.
Kwas chlebowy ma naturalnie słodko-kwaśny zapach i smak pieczonego chleba, dobrze gasi pragnienie (nie jest za słodki) i długo utrzymuje niską temperaturę po schłodzeniu. Ma jasno-brązowy kolor, na dnie butelki może utworzyć się naturalny osad, który znika po wstrząśnięciu butelką.

## Wytwarzanie
Jest otrzymywany przez alkoholową i kwaśną fermentację chleba z dodatkiem cukru lub owoców i drożdży górnych, przyprawiany zwykle miętą.

## Historia
Pierwsza wzmianka o kwasie chlebowym pochodzi z Rusi Kijowskiej i została zapisana w XII-wiecznej Kronice Nestora, według której książę Włodzimierz z okazji swojego chrztu polecił rozdawać mieszkańcom Kijowa m.in. miód i kwas chlebowy.
W II RP butelkowany kwas produkował warszawski browar pod marką Haberbusch i Schiele oraz wytwórnia wody sodowej i lemoniady Karpińskiego (Kwas Karpińskiego).

### Produkcja przemysłowa w XXI wieku

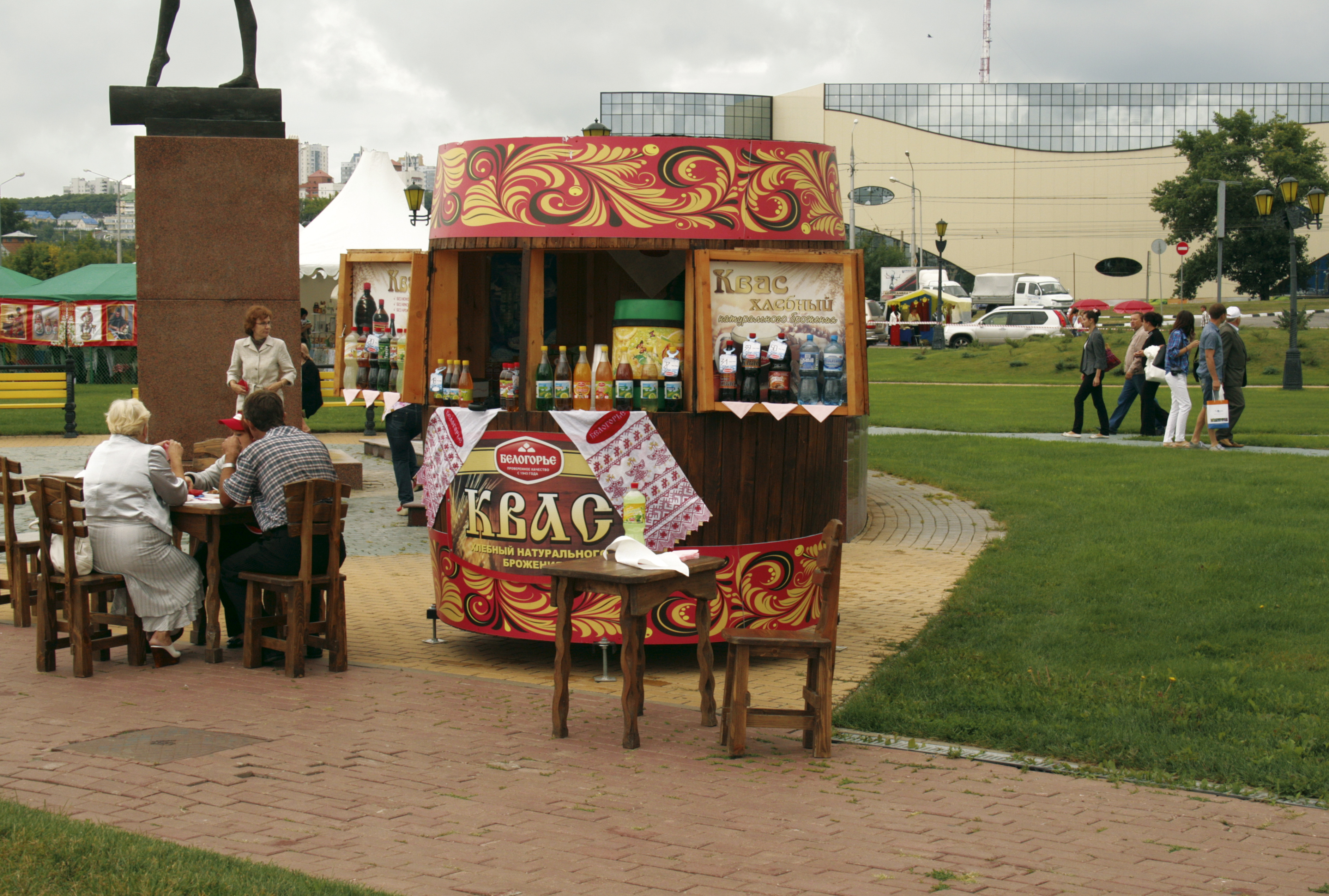
Kwas chlebowy sprzedawany na ulicach Biełgorodu

Naturalny kwas chlebowy ma trwałość 3–4 dni, bywa sprzedawany na ulicy z beczki (Rosja, Białoruś, Ukraina, gdzie go można wypić na miejscu lub w szklanym naczyniu zanieść do domu). Niektóre browary produkują prawdziwy kwas chlebowy z chleba o ważności do 9 miesięcy, stosując specjalną technologię i pasteryzację w wysokiej temperaturze.
Często niektóre lokale gastronomiczne dla swoich gości robią własny kwas chlebowy. Jest to popularne na Litwie i w Rosji.
W sprzedaży znajdują się także koncentraty, które umożliwiają szybkie przygotowanie kwasu chlebowego, poprzez dodanie cukru i wody. Najczęściej jednak zawierają one substancje konserwujące, podobnie jak napoje sprzedawane w sklepach pod tą samą nazwą.
Popularność kwasu chlebowego w Rosji i krajach bałtyckich jest tak duża, że jego przemysłową postać sprzedaje tam producent Coca Coli.

## Przykładowe proporcje składników
- Suchy chleb razowy 1 kg
- Suchy chleb żytni 0,5 kg
- Cukier 0,6 kg
- Woda 12−13 litrów
- Drożdże 30−40 g